# Dolichomitus tuberculatus
Dolichomitus tuberculatus là một loài tò vò trong họ Ichneumonidae.